# Власов Юрій Петрович
Ю́рій Петро́вич Вла́сов (5 грудня 1935 — 13 лютого 2021) — український важкоатлет, письменник, громадський і політичний діяч, нащадок давнього козацького роду. Олімпійський чемпіон 1960 року і срібний призер Олімпіади 1964 року, чотириразовий чемпіон світу з важкої атлетики (1959, 1961—1963), шестиразовий чемпіон Європи (1959—1964), п'ятиразовий чемпіон СРСР (1959—1963).
Став першою людиною в світі, яка підняла над головою з помосту вагу у понад 200 кілограмів. Встановив 29 рекордів світу і 41 рекорд СРСР (1957—1967). Заслужений майстер спорту СРСР (1959). Прапороносець делегації СРСР на відкритті Олімпійських ігор 1960 і 1964 років.
Знаменитість 1960-х років, у тому числі — кумир Арнольда Шварценеггера.
З 1959 року — письменник, а з 1960 по 1996 рік — громадський та політичний діяч. Зокрема, очолював Федерації важкої атлетики та атлетичної гімнастики СРСР (1987—1988), був народним депутатом СРСР (1989—1991), депутатом Держдуми Росії (1993—1995) та брав участь у виборах президента Росії 1996 року.

## Життєпис

### Дитинство і навчання
Народився 5 грудня 1935 року в місті Макіївка Сталінської області Української РСР (тепер — Донецька область України). Мав старшого на рік брата Бориса.
З початком Другої світової війни — Власови переїхали у місто Об Новосибірської області СРСР.
З 1946 по 1953 рік — навчався у Саратовському суворовському військовому училищі, яке закінчив зі срібною медаллю.
З 14 років — постійно тренувався: займався бігом на лижах, метанням та боротьбою. Чемпіон Саратова з боротьби.
З 1953 по лютий 1959 року (5 років і 7 місяців) — навчався на радіотехнічному факультеті Військово-повітряної інженерної академії імені М. Є. Жуковського в Москві, після закінчення якої отримав звання старший лейтенант (спеціальність — інженер з авіаційного радіозв'язку) і недовго служив за спеціальністю у військах ППО.
Важкою атлетикою зайнявся у 1954 році, коли навчався в академії, хоча мама заняття зі штангою не схвалювала. У 18 років почав присідати з вагою 200 кг по 6-8 повторів у підході. Під час навчання в академії також займався метанням — штовхав ядро, а семисотграмову гранату кидав за 80 метрів. Однак стати спортсменом не планував — пізніше Власов напише, що по-справжньому захоплювався літературою, хоча приховував це від усіх; також сильний інтерес викликала історія та суміжні з нею науки.
Великий вплив на рішення Власова серйозно займатися важкою атлетикою зробив турнір з цього виду спорту, що проходив влітку 1955 року в Москві. У турнірі брала участь команда США, яку очолював найсильніший на той час важкоатлет світу — Пол Андерсон. Щоб потрапити на сцену — Власов взяв батьківську відеокамеру, яка на той час була великою рідкістю, і вдав себе за іноземного журналіста. Тоді Власову також вдалося зазирнути у роздягальню Андерсона.
Перший тренер Власова — Євген Миколайович Шаповалов.
З 1957 року — входив до складу збірної СРСР із важкої атлетики. У березні 1957 року, на четвертому курсі академії, вперше став рекордсменом СРСР у поштовху, а через кілька тижнів — у ривку і знову — у поштовху.
Першого успіху на чемпіонатах СРСР досяг у 1958 році, посівши 3-є місце.

### 1959—1963. Лідер у важкій вазі

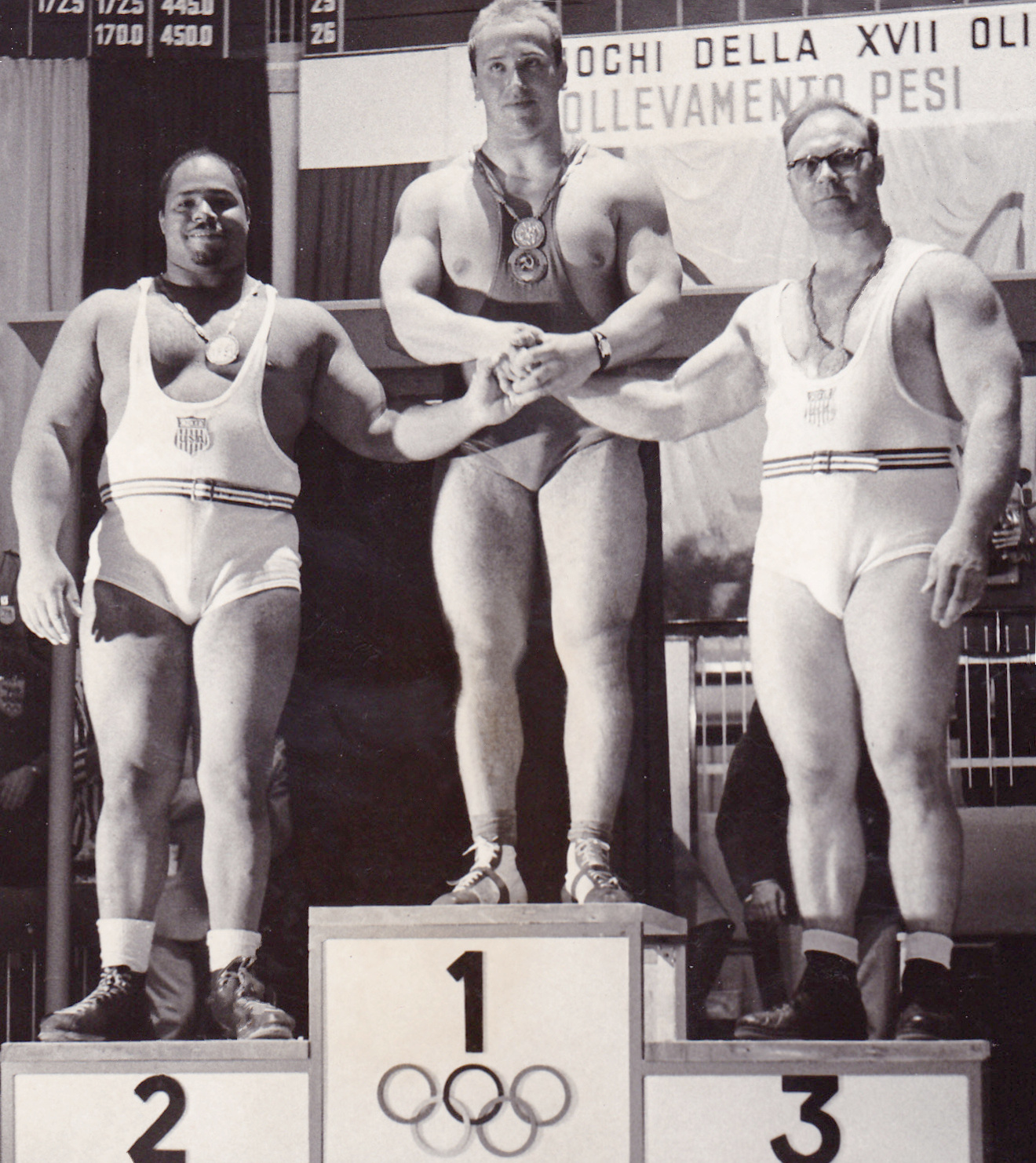
Власов (в центрі) на п'єдесталі
Олімпійських ігор 1960 року в Римі

У 1959 році — став незаперечним лідером у важкій вазі і не програвав на змаганнях до Олімпійських ігор 1964 року.
У 1959 році — отримав звання Заслужений майстер спорту СРСР. У 1960 році — став членом КПРС.
З весни 1960 року по травень 1968 року — служив інструктором зі спорту в Центральному спортивному клубі армії (ЦСКА). Жив у Москві, на 5-й вулиці Жовтневого поля (тепер — вулиця Маршала Рибалка), у будинку № 20, у 62-й квартирі.
На відкритті Олімпійських ігор в Римі у 1960 році — ніс прапор делегації СРСР. Проніс прапор в одній, витягнутій уперед руці, чим викликав захоплення глядачів на трибунах. Також виніс на руках до п'єдесталу, де вручали медалі, олімпійську чемпіонку Віру Крепкіну, яка виборола «золото» у стрибках у довжину. Але за тиждень до свого виступу — ледь не був дисквіліфікований через порушення спортивного режиму: разом зі стрибунами з жердиною Ігорем Петренком та Володимиром Булатовим взяв участь у святкуванні вдалого виступу колеги-легкоатлета Віктора Ліпсніса (Ліпсніс зайняв четверте місце у штовханні ядра). Про те, що Власов порушив спортивний режим — доніс важкоатлет Аркадій Воробйов (кімнати Воробйова і Власова мали спільні двері). Власова змушували сказати, з ким він пив — натомість обіцяли не карати. Але Власов не зізнався. А згодом — його запросив до себе голова Всесоюзного комітету у справах фізичної культури та спорту Микола Романов і наказав готуватися до виступу та «ні про що не думати, крім перемоги».
Важкоатлети змагалися на Олімпіаді під кінець турніру — 10 вересня. Власов вижав 180 кг, у ривку — взяв 155 кг і штовхнув — 202,5 (світовий рекорд), що дало в сумі 537,5 кг. Цей результат також став світовим рекордом. Власова визнали найкращим атлетом турніру — він отримав від організаторів Олімпіади приз «За найфантастичніший результат, показаний на іграх». А згодом, в СРСР, — орден Леніна.
З 1960 по 1964 рік — депутат Московської міської ради.
У 1961 році — переміг на Чемпіонаті СРСР у Дніпропетровську, встановивши в останньому підході черговий світовий рекорд у поштовху. Інший радянський штангіст, Леонід Жаботинський, тоді виніс Власова з помосту на руках — таким чином хотів висловити йому свою пошану. Жаботинський привітав Власова з перемогою, а той, натомість, сказав пророчі слова: «Настане час — (коли) ти мене і зі спорту винесеш».

### Олімпійські ігри 1964 року
На Олімпійських іграх 1964 року в Токіо Леонід Жаботинський, який в березні встановив світові рекорди в ривку, поштовху та сумі триборства (до початку Олімпіади Власов рекорди повернув), — став головним суперником Власова. Жаботинський мав більшу власну вагу (154,4 кг проти 136,4 кг Власова), тому за рівних результатів — перевагу отримував Власов.
За медалі супертяжі змагалися 18 жовтня. За протоколом, Власов виступав після Жаботинського. Жим виграв Власов — зі світовим рекордом 197,5 кг, Жаботинський відстав на 10 кг. У ривку — Власов взяв 162,5 кг, дозволивши Жаботинському зменшити розрив до 5 кг (Жаботинський взяв 167 кг). Однак після цього Власов вирішив взяти додатковий, четвертий (що не йде в залік триборства) підхід, в якому встановив світовий рекорд — 172,5 кг. У першій спробі поштовху — Жаботинський взяв 200 кг. Власов — штовхнув 205 кг, а потім — 210 кг. Жаботинському довелось замовити 217,5 кг. Проте його друга спроба поштовху була невдалою (в одному інтерв'ю Жаботинський причиною невдачі назвав зірване на тренуваннях плече, а в іншому — що навмисно зімітував свою слабкість у другому підході та легку травму, йдучи з помосту, накульгуючи). Власов, у якого була остання, третя, спроба, виклик противника прийняв, але штовхнути штангу — також не зміг. А от Жаботинський у своїй останній, третій спробі — штангу таки штовхнув і став олімпійським чемпіоном. Власов — отримав «срібло». Після нагородження — Власов викинув медаль у вікно свого номера в Олімпійському селі. Згодом Жаботинському дорікали, що той навмисне провалив свою першу спробу взяти надмірну вагу, щоб ввести Власова в оману щодо справжніх можливостей і не дати йому відірватися надто далеко.
Боротьбу Власова і Жаботинського, яка тривала майже 7 годин, вважають найяскравішою сторінкою XVIII Олімпіади. Одна з газет тоді написала: «Хто не бачив поєдинку Власова і Жаботинського, той не бачив Олімпіади». А французька спортивна газета «Екіп» написала: «18 жовтня о 19 годині 45 хвилин (за японським часом) закінчилася безроздільна гегемонія Власова».
Власов також — чотириразовий чемпіон світу з важкої атлетики (1959, 1961—1963), шестиразовий чемпіон Європи (1959—1964), п'ятиразовий чемпіон СРСР (1959—1963). За кар'єру — встановив 29 рекордів світу: 6 — у жимі (186; 188,5; 190,5; 192,5; 196; 199 кг), 7 — у ривку (151,5; 153; 155,5; 163; 168; 170,5; 172,5 кг), 9 — у поштовху (197,5; 202; 205; 206; 208; 210,5; 211; 212,5; 215,5 кг) і 7 — у сумі триборства (537,5; 550; 552,5; 557,5; 562,5; 570; 580 кг).

### Останні роки у важкій атлетиці
Після Ігор в Токіо — Власов відмовився від активних тренувань і почав скидати зайві кілограми — йому не подобалася зайва вага (зайві кілограми вважав тягарем для всього організму, не тільки для серцево-судинної системи). Планував «підсушити» тіло з 140 кг — до 105. Однак через фінансові проблем — восени 1966 року відновив тренування. З квітня 1967 року — працював в ЦСКА інструктором вищої кваліфікації з важкої атлетики. 22 квітня 1967 року, на чемпіонаті Москви, встановив свій останній світовий рекорд — 199 кг у жимі (за нього — отримав 850 рублів).
З другої половини 1967 року — звів великі тренування до розминок з тяганням тяжкостей і бігом — 2-3 рази на тиждень. Так само тренувався і весь 1968 рік.
У 1968 році — офіційно попрощався з великим спортом. У травні  — подав рапорт про звільнення в запас. Звільнений у званні інженер-капітана. Свій відхід з великого спорту пояснив так:

| «Я порвав зі спортом, серйозно побоюючись, що він засмокче мене і позбавить іншого життя. Я боявся стати рабом заліза, рабом свого успіху». Оригінальний текст (рос.) «Я порвал со спортом, всерьез опасаясь, что он засосет меня и лишит другой жизни. Я опасался стать рабом железа, рабом своего успеха». |
| |

### Літературна і громадсько-політична діяльність
З 1959 року — друкував нариси і оповідання.
У 1961 році — став лавреатом другої премії конкурсу на найкраще спортивне оповідання, організованого редакцією газети «Радянський спорт» та Московським відділенняя Спілки письменників СРСР (першу премію тоді не вручили). Публікувався у «Известиях», «Фізкультурі і спорті», «Огоньку», «Юності». На чемпіонат світу 1962 року поїхав не тільки як спортсмен, але і як спеціальний кореспондент газети «Известия».
Перша книга — збірка оповідань та нарисів «Себе подолати» — вийшла в 1964 році (назву збірці знайшла перша дружина Власова, Наталя, у вірші Еміля Вергарена «Меч»). Власов першим в СРСР почав писати про спорт як про професію небезпечну та тяжку — тоді це була недозволена тема.
У 1968 році, після відходу з великого спорту і звільнення з армії, — став професійним літератором. У цьому ж році — Власова запросили до ЦК КПРС для роботи над архівними документами батька, військового розвідника Петра Власова. У ЦК Власову повідомили, що у зв'язку із загостренням відносин з Китаєм — Секретаріат ЦК планує видати книгу на основі розсекречених даних спецслужб та радіограм батька Власова, які надходили з Китаю. Власову запропонували написати цю книгу.

#### 1970-ті

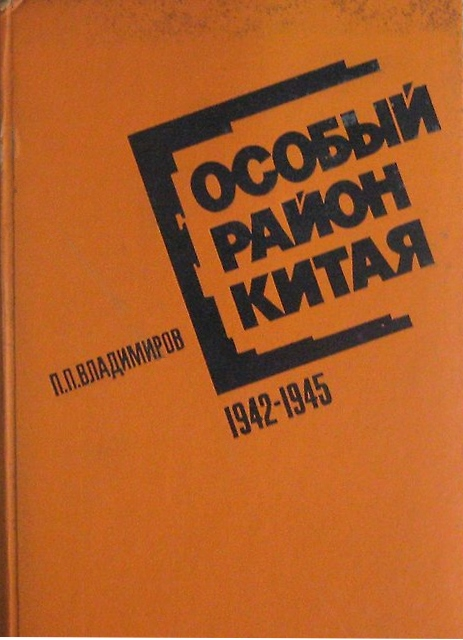
Обкладинка книги «Особый район Китая. 1942—1945»

У 1972 році — видав збірку оповідань і повість під спільною назвою «Біла мить». Цього ж року вийшов перший варіант книги «Особливий район Китаю. 1942—1945», тиражем 101 екземпляр і під грифом «таємно», із справжніми повідомленнями розвідгрупи батька Власова. А через рік — вийшов розширений варіант книги, автором якого був вказаний «П. П. Владимиров» — це псевдонім батька Власова (Власов був не проти підписати книгу власним прізвищем, але, як зазначив в одному з інтерв'ю, — не він «це визначав»). Книга стала результатом багаторічної роботи в архівах, опитувань очевидців. У ній використані щоденники батька Власова. Багато епізодів з книги — Власов особисто обговорював з Андроповим. Після виходу книги — Брежнєв запрошував Власова працювати у нього особистим референтом з Китаю, але спортсмен відмовився.
У 1976 році — видав першу книгу роману «Солоні радості». Після 1976-го — писав, переважно, «в стіл» — бо не бажав миритися з тим, що «редактори калічили буквально кожну сторінку».
Згодом цей період описав так:

| «Мене майже не друкували. Насилу вдавалося протягувати книги про спорт — в іншій якості мене «гальмували» майже відразу, намертво... Я задихався, намагаючись вирватися до читача, і розбивався об незриму стіну. Будь-яка з моїх нечисленних книг — це болісне, надривне протягування кожного слова. Я не відчував радості: книга виходила оскопленою, понівеченою. Але навіть ці книги-каліки видавалися насилу. Якби не було «Особливого району Китаю» (ця книга кілька разів перевидавалася), жити мені останні одинадцять років не було б на що... Спортивну стипендію я втратив, тільки-но припинивши виступи, — відразу, без зволікання, та ще й з ганебними образами, публічною процедурою ганьби. За все сквиталися...». Оригінальний текст (рос.) «Меня почти не печатали. С огромным трудом удавалось протаскивать книги о спорте — в другом качестве меня «тормозили» почти сразу, намертво... Я задыхался, пытаясь вырваться к читателю, и разбивался о незримую стену. Любая из моих немногочисленных книг — это мучительнейшее, надрывное протаскивание каждого слова. Я не испытывал радости: книга выходила оскопленной, изуродованной. Но даже эти книги-калеки издавались с великим трудом. Не будь «Особого района Китая» (эта книга несколько раз переиздавалась), жить мне последние одиннадцать лет было бы не на что... Спортивную стипендию я потерял, едва прекратив выступления, — сразу, без промедления, да еще с постыднейшими оскорблениями, публичной процедурой поношения. За все сквитались...». |
| |

#### 1980-ті
У 1984 році — видав книгу мемуарів «Справедливість сили».
З 1985 по 1987 рік — очолював Федерацію важкої атлетики СРСР. А з 1987 по 1988 рік — Федерацію атлетичної гімнастики СРСР.
Після визнання Держкомспортом СРСР у квітні 1987 року атлетичної гімнастики (бодібілдингу) окремим видом спорту — була утворена федерація, першим президентом якої став Власов.
З 1989 по 1991 рік — народний депутат СРСР. На I-му з'їзді народних депутатів СРСР, у 1989 році, виступив з промовою, в якій гостро розкритикував КПРС і КДБ. Він вперше публічно назвав КДБ злочинною організацією. Восени 1989 року — вийшов з КПРС.

#### 1990-ті

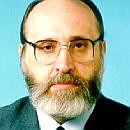
1993

З 1990 по 1991 рік — голова Фонду соціального захисту москвичів.
У серпні 1991 року, під час спроби державного перевороту ГКЧП, взяв участь у захисті Білого дому, але пізніше став супротивником курсу Бориса Єльцина — 30 березня 1992 року опублікував у газеті «Куранти» статтю «Сутінки демократії», в якій виступив проти проведених в Росії реформ і за відставку керівників держави.
Найбільш монументальний твір у творчості Власова — тритомник «Вогняний хрест», роман про Жовтневий переворот 1917 року. У 1983 році, коли перебував на межі життя і смерті після складної операції на хребті — Власов вирішив, що так і не написав головну книгу (ідея якої з'явилася ще у 1959 році) — і взявся за оформлення «Вогняного хреста». У 1991—1992 роках — вийшло 2-томне видання, в яке, через цензуру, не ввійшло близько третини написаного матеріалу. У 1993 році — вийшло 3-томне видання, перероблене і виправлене. У трилогії Власов робить висновок про тотожність між ленінізмом і фашизмом і протиставляє християнську моральність більшовизму.
У 1993 році — видав збірку «Хто править бал».
На життя Власова було кілька замахів. Зокрема, недоброзичливці намагалися підлаштувати автоаварію — в арці будинку його з другою дружиною, Ларисою, мало не збила машина, що їхала з великою швидкістю. А у жовтні 1993 року подружжя побили, коли вони зібралися їхати до Білого дому. Били прикладами — дружині травмували руку, а Власов отримав забиття спини.
З грудня 1993 по грудень 1995 року — депутат Державної думи РФ.
У 1995 році — видав збірку «Русь без вождя». У 1996 році — «Ми є і будемо».
Брав участь у виборах президента Росії 1996 року. Як незалежний кандидат. Згодом згадував:

| «Я брав участь у виборах президента 1996 року і зіткнувся з такою брехнею та наклепом... Мене неодноразово запрошували до «Президента-Готелю», де був виборний штаб Єльцина. Я міг зробити вибір. Або грати за їхніми правилами, і тоді мені пропонували партію, гроші, високий рейтинг, широкий доступ до ЗМІ. Або повна блокада у пресі, нуль відсотків на всіх виборах, дуже важке майбутнє. І я цей вибір зробив... Тоді за два тижні до голосування країною пустили «Спецвипуск» з некрологом, що я помер...». Оригінальний текст (рос.) [«...я участвовал в выборах президента 1996 года и столкнулся с такой ложью и клеветой... Меня неоднократно приглашали в «Президент–Отель», где был выборный штаб Ельцина. Я мог сделать выбор. Или играть по их правилам, и тогда мне предлагали партию, деньги, высокий рейтинг, широкий доступ в СМИ. Или полная блокада в печати, ноль процентов на всех выборах, очень трудное будущее. И я этот выбор сделал... Тогда за две недели до голосования по стране пустили «Спецвыпуск» с некрологом, что я умер...».] Помилка: {{Lang}}: текст вже має курсивний шрифт (допомога) |
| |

За результатами президентських виборів — набрав менше 1 % голосів.
Засновник Народно-патріотичної партії Росії.
У 1999 році — видав збірку «Тимчасовці» (рос. «Временщики»).

### Останні роки
У 2005-му, у 70 років, продовжував професійно тренуватися 2-3 рази на тиждень — піднімав 185-кілограмову штангу.
У останній рік життя — дуже багато писав. Кожен день проводив за комп'ютером.
Раптово помер 13 лютого 2021 року у Москві. По одній із версій — через тромб.
Прощання і відспівування пройшло у храмі ікони Божої Матері «Відрада та Втіха», розташованому на території Міської клінічної лікарні імені Боткіна в Москві. Церемонії проходили з військовими почестями — в жалобному залі знаходилася почесна варта.
Кремований. Урна з прахом похована на Новодівичому цвинтарі у Москві.

## Особисте життя

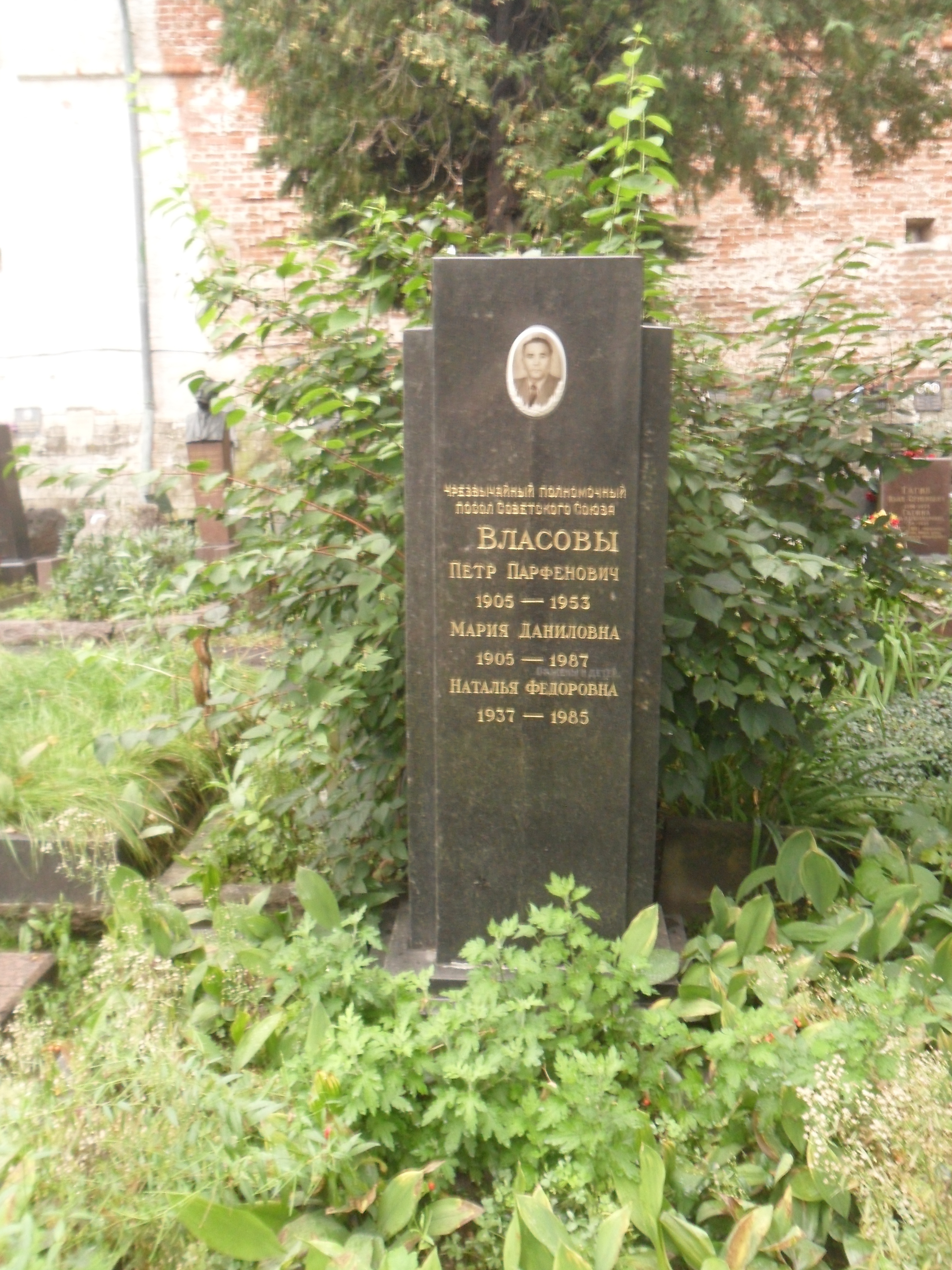
Могила батьків і першої дружини Власова на Новодівичому цвинтарі в Москві (у 2021 році тут поховали і самого Власова)
2013

### Сім'я

#### Рід матері
Мати — Марія Данилівна Власова (*1905—†16 січня 1987), до шлюбу Лимарь. Кубанська козачка зі станиці Мінгрельська, де жила від народження і до 23-х років; нащадниця давнього козацького роду. Із 1943 по 1945 рік — завідувала шкільною бібліотекою, бо через застарілий туберкульоз — не могла працювати на іншій роботі. Прищепила Власову і його брату Борису любов до книг. Брати зверталися до матері на «Ви», а коли вона входила до кімнати — то вставали.
Бабуся по матері — Наталія Микитівна — народила молодшу доньку Юлію (тітку Юрія Власова) на 54-му році життя, а прожила, зберігаючи повну пам'ять і силу, 96 років. Її син Василь (дядько Юрія Власова) — був осавулом, загинув під Царицином.
Прадід по матері — Микита — Георгіївський кавалер. Нагороду отримав за бої під Плевною. Був станичним отаманом.
Про рід своєї матері Власов писав так:

| «Ця жіноча гілка мого роду вирізнялася винятковою життєвою стійкістю. Коріння цього роду йшло у Запорізьку Січ. Після розгону вольниці на Дніпрі Катериною Другою мої пращури подалися на Кубань: краще загинути у сутичках з горцями, ніж тягнути рабське ярмо кріпацтва, з якого вони вже одного разу звільнилися...». Оригінальний текст (рос.) «Эта женская ветвь моего рода отличалась исключительной жизненной стойкостью. Корни этого рода уходили в Запорожскую Сечь. После разгона вольницы на Днепре Екатериной Второй мои предки подались на Кубань: лучше погибнуть в стычках с горцами, нежели тащить рабское ярмо крепостничества, из которого они уже один раз освободились...». |
| |

#### Батько
Батько — Петро Парфенович Власов (*1905—†10 вересня 1953) — розвідник, журналіст і дипломат, фахівець з Китаю. Народився у селі Хрінове Воронезької губернії Російської імперії. З 1931 року — служив у Червоній Армії. З 1937 року — працював у Розвідувальному управлінні РСЧА. У 1938 році — закінчив відділення китайської мови Московського інституту сходознавства. З 1938-го — кілька разів побував у Китаї в коротких відрядженнях, а з травня 1942 року — працював у Особливому районі Китаю — Яньані, базовому районі китайської Червоної армії та керівництва компартії. Офіційно — Петро Власов очолював групу кореспондентів ТАРС, а фактично — організовував збір даних про Квантунську армію. Був представником Комуністичного Інтернаціоналу при ЦК Компартії Китаю, здійснював зв'язок Москви з Мао Цзедуном. Отримав кілька орденів Червоної Зірки, ордена Леніна та Червоного Прапора. Помер — 10 вересня 1953 року у ранзі Надзвичайного та Повноважного Посла СРСР у Бірмі. У 1952 році, коли мав виїхати до Бірми, — його викликав до себе Лаврентій Берія і сказав, що потрібно зробити щеплення від раку. Берія знав, що Власов мав хворобу шлунка і боявся раку. Додому Власов повернувся зі здутою рукою, а через кілька місяців — потрапив до лікарні з важкою горловою кровотечею. Помер він, за офіційним висновком, від саркоми легень. Дружина, Марія Власова, вважала, що чоловіка «прибрали». За даними Юрія Власова — так Берія помстився батьку за відмову співпрацювати з його відомством.

#### Дружини і діти
Був двічі одружений.
Перша дружина — художниця Наталя Федорівна Власова (до шлюбу Модорова; *1937—†1985). З нею Власов познайомився, коли дівчина-студентка Суриковського художнього інституту — прийшла до спортивної зали робити замальовки спортсменів під час тренування. У 1957 році одружилися. У них народилася донька Альона (вона закінчила Московський державний університет, працювала мистецтвознавцем у Третьяковській галереї, народила двох дітей). У віці 47 років (у 1985-му) дружина Власова померла (через онкологічне захворювання).
Друга дружина — Лариса Сергіївна Власова, молодша за Власова на 21 рік. Вони познайомилися у Куйбишеві, де Власов читав лекцію на тему Китаю. Тоді Ларисі було 24 роки. Її попросили конспектувати виступи спортсмена. Пара розписалася через 7 років після знайомства, після того, як перша дружина Власова вже померла. Ларисі тоді виповнився 31 рік. У Власових народилася донька Ірина (вона стала вчителькою математики та інформатики; станом на 2021 рік дітей не мала). Друга дружина Власова очолювала фармацевтичну компанію, працювала лікарем, друкувалася, виступала на радіо. У 2010-х роках Власові обвінчалися. У віці 60 років Лариса померла (також через онкологічне захворювання).
За спогадами доньки Ірини, Власов завжди подобався жінкам. Деякі приходили до нього додому з речами — просили, щоб він на них одружився. Навіть коли Власов був уже у поважному віці, на пляжі жінки намагалися підсісти до нього поближче. За спогадами Ірини, Власов не давав дружині Ларисі приводу для ревнощів. Донька згадувала випадок, коли на зустрічі з Джиною Лоллобриджидою Власов замість того, щоб поцілувати протягнуту руку актриси, потиснув її і почав трясти.

### Здоров'я
У дитинстві читав настільки багато, що отримав короткозорість, як і брат Борис.
У 1943-му, у 8 років, внаслідок недоїдання через війну майже облисів. Також у дитинстві перехворів на малярію.
У 1953-му, у 17 років, важив понад 90 кілограмів (маючи зріст 187 см) — це була чиста м'язова вага. Пізніше заявив, що якби не напівголодне дитинство під час війни, виріс би набагато міцнішим.
У 1955 році пошкодив плечовий суглоб.
У 1957 році, на Чемпіонаті Збройних Сил у Львові, отримав травму, яка згодом далася взнаки: під час спроби встановити всесоюзний рекорд і втримати штангу відчув хрускіт і біль у попереку (у підсумку вагу втримав і рекорд таки встановив).
15 квітня 1958 року на Чемпіонаті СРСР у Донецьку пошкодив лівий колінний суглоб. З Донецька повернувся із загіпсованою ногою. За 29 днів гіпс зняли.
У 1960 році, на Олімпіаді в Римі, масажист втер у шкіру стегна Власова забагато тальку, внаслідок чого почалося запалення: стегно перетворилося на суцільний нарив. Власов температурив — йому кололи величезні дози пеніциліну, після яких спортсмен блював. Тренувався у штанях, щоб ніхто не знав про хворобу. За добу до виступу його стегно обкололи ліками. Нариви заховалися в товщу м'язів, почервоніння приховала засмага. Найдошкульніші нариви заліпили пластирями (вони помітні на римських фотографіях). Вже перед самим виходом на помост, 10 вересня, Власову вкололи новокаїн, який прибрав і гарячку. Після повернення до Москви нариви, що проросли ледь не до кістки, розрізали і почистили.
На кінець 1968 року у Власова почалася аритмія та задишка, вперше з'явився головний біль. Згодом він був змушений припинити тренування. Лікарі заявили, що головний біль з'явився через судинні розлади. До 1969 року Власов схуд до 110 кг, втративши 30 кг своєї ваги. Також почали кровити ясна — на них утворювалися нариви; з'явився біль у хребті і печінці. До літа 1970 року Власов вже майже нічого не міг їсти, а на його лобі, щоках і шиї з'явилася темна пігментація. Лікарі поставили діагноз запалення жовчного міхура. Через проблеми зі здоров'ям із усіх видів фізичного навантаження Власов міг займатися лише ходьбою. З жовтня 1977 року він відновив тренування зі штангою, хоча це викликало сильні головні болі. Згодом посилилися хребетні болі. Крім того, через гіпотонію відчувавав сильну слабкість, а через кровоточивість ясен встратив кілька зубів. Почалися хронічні очні болі і розлади травлення. Також було важко розмовляти — Власов говорив із задишкою, робивши паузи. Знову припинив тренування зі штангою. На початку 1980-х років тренування відновив. Зрештою, з'ясував причину більшості проблем зі здоров'ям: їх спричинив гепатит.
За своє життя Власов переніс три важкі операції: видалення пухлини на руці від удару штангою та дві операції на хребті, коли вже й рідних попередили, що спортсмен навряд чи виживе.
У 2020 році переніс дві операції під загальним наркозом. Після цього стан здоров'я сильно погіршився. Але згодом покращився і рідні думали, що найгірше позаду.
21 січня 2021 року потрапив до реанімації. Згодом лікарі повідомили, що стан Власова покращився. Але 13 лютого 2021 року його не стало.

### Хобі
Був бібліофіліом — зібрав велику власну бібліотеку, у тому числі рідкісні видання.
Досконально знав класичну китайську мову — веньянь. Також захоплювався малюванням ієрогліфів
Захоплювався співочими птахами. На початку 1960-х у квартирі в Москві тримав 15 різних видів співочих птахів. Також знав кращі солов'їні місця навколо Москви.
Був затятим мисливцем. Полював, зокрема, на глухарів, тетеруків та іншу дичину.

## Цікаві факти
- Власов міг з'явитися у фільмі «Війна і мир» Сергія Бондарчука. Його пробували на роль П'єра Безухова[9], але після двох днів репетицій спортсмен відмовився від участі у фільмі[59].

- Культурист і актор Арнольд Шварценеггер заявляв, що саме завдяки Власову почав займатися культуризмом:

|  | Я був у Відні в 1961 році, дивився чемпіонат Світу з важкої атлетики, де росіяни зминали суперників. І серед них був цей хлопець, Юрій Власов. Він був чемпіоном світу, він був просто гігантом. Він виглядав приголомшливо, але при цьому був інтелігентом, носив окуляри. У нього була неймовірна сила, а також рішучість і витривалість. Він був просто монстром! I тоді я сказав собі — це саме те, що мені потрібно. Саме таким я хочу стати. |

Після змагань у Відні австрійський тренер Хельтке, у якого почав займатися Шварценеггер, познайомив його з Власовим. Власов ту зустріч згадував так:

| «На віденському чемпіонаті світу в одну з перерв до мене підвели худорлявого, довготелесого хлопчика. Як сказав перекладач, мене просили, щоб я побажав йому успіхів у спорті, а головне — підтримав морально. Я і зробив це охоче, сказавши, що в нього все вийде, треба тільки виявити завзятість у тренуваннях. Я був молодий, мені було двадцять п'ять — я був весь розкритий людям і ще не ніс у собі тягар божевільної втоми. Я щиро і захоплено розповів хлопцеві про свою любов до сили, про те, що тренування виділяють сильних і роблять їх тріумфаторами. Сказавши все це, я незабаром забув про цю зустріч. Неодноразово мені доводилося говорити схожі слова хлопцям. Нехай не бояться, не бояться гучних імен. Головне — не щадити себе у роботі. Сила любить безперервність тренувань та відданість. Без відданості силі вона не нагородить перемогою». Оригінальний текст (рос.) «На венском чемпионате мира в один из перерывов ко мне подвели худощавого, долговязого мальчика. Как сказал переводчик, меня просили, чтобы я пожелал ему успехов в спорте, а главное — поддержал морально. Я и сделал это охотно, сказав, что у него все получится, надо только проявить упорство в тренировках. Я был молод, мне было двадцать пять — я был весь раскрыт людям и еще не нес в себе груз сумасшедшей усталости. Я искренне и увлеченно рассказал мальчику о своей любви к силе, о том, что тренировки выделяют сильных и делают их триумфаторами. Сказав все это, я вскоре забыл об этой встрече. Не раз мне доводилось говорить похожие слова ребятам. Пусть не робеют, не боятся громких имен. Главное — не щадить себя в работе. Сила любит непрерывность тренировок и преданность. Без преданности силе она не наградит победой». |
| |

Через 27 років — Шварценеггер і Власов зустрілися ще раз. У 1988 році Шварценеггер прилетів до СРСР для участі в зйомках фільму «Червона спека». Після закінчення зйомок — заявив, що не полетить, доки не побачить Власова. Під час зустрічі Шварценеггер сказав, що своїми успіхами в культуризмі багато в чому зобов'язаний тій зустрічі в роздягальні віденського залу «Штадтхалле» у 1961 році. Шварценеггер подарував Власову свою фотографію з написом: «Моєму кумиру Юрію Власову, з любов'ю і поклоном».
У лютому 2021 року, коли Власова не стало, Шварценеггер заявив, що саме через таких людей, як Власов, відмовляється говорити, що зробив себе сам.

## Вшанування пам'яті

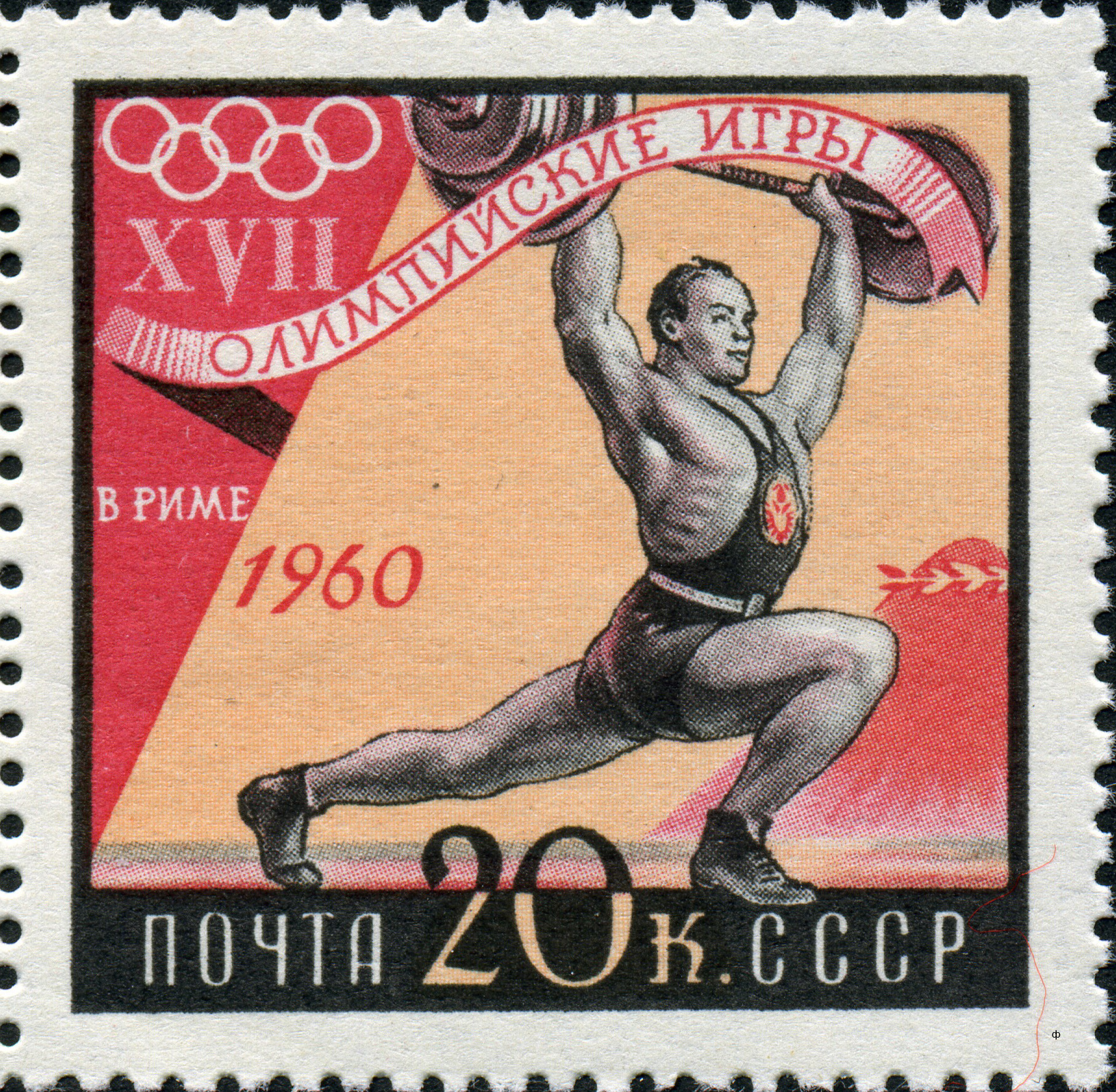
Поштова марка СРСР 1960 року

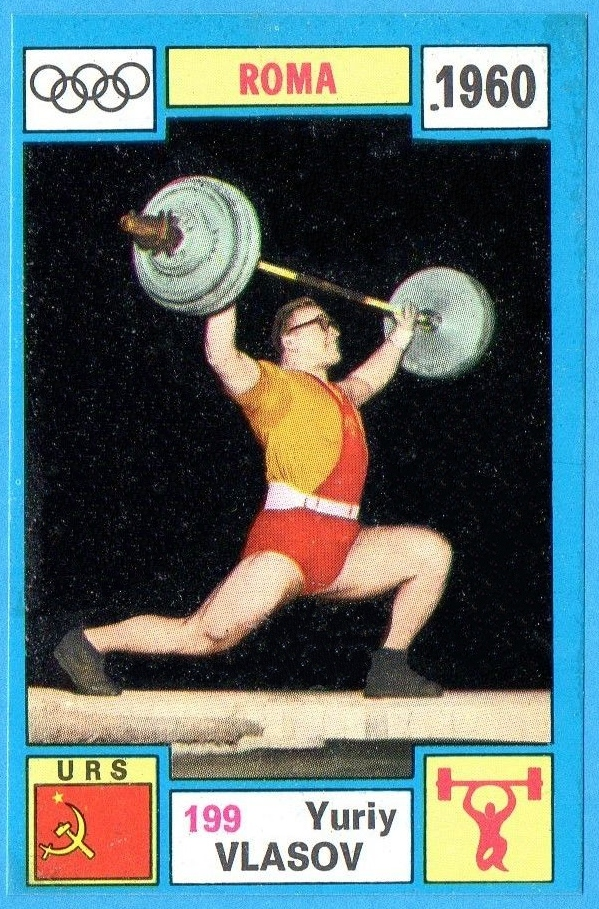
Наклейка 1960 року з Власовим

- У 1960 році в СРСР вийшла поштова марка, присвячена перемозі Власова на Олімпійських іграх 1960 року.
- У 1983 році, у Москві, на території спорткомплексу ЦСКА на Ленінградському шосе, біля Офіцерського клубу, відкрили Алею спортивної слави ЦСКА — галерею бронзових бюстів уславлених армійських спортсменів та тренерів. Серед них був і бюст Власова.

## Спортивні досягнення

### Офіційні змагання
| Рік                 | Змагання                     | Місце проведення    | Результат           | Сума, кг            | Жим + ривок + поштовх | Власна вага, кг     |
| Міжнародні змагання | Міжнародні змагання          | Міжнародні змагання | Міжнародні змагання | Міжнародні змагання | Міжнародні змагання   | Міжнародні змагання |
| ------------------- | ---------------------------- | ------------------- | ------------------- | ------------------- | --------------------- | ------------------- |
| 1959                | ЧС, ЧЄ                       | Варшава             | чемпіон             | 500                 | 160 + 147,5 + 192,5   | 115,0               |
| 1960                | ЧЄ                           | Мілан               | чемпіон             | 500                 | 170 + 145 + 185       | 116,7               |
| 1960                | ОІ                           | Рим                 | чемпіон             | 537,5               | 180 + 155 + 202,5     | 122,7               |
| 1961                | ЧС, ЧЄ                       | Відень              | чемпіон             | 525                 | 180 + 155 + 190       | 124,9               |
| 1962                | ЧС, ЧЄ                       | Будапешт            | чемпіон             | 540                 | 177,5 + 155 + 207,5   | 130,0               |
| 1963                | ЧС, ЧЄ                       | Стокгольм           | чемпіон             | 557,5               | 187,5 + 160 + 210     | 131,5               |
| 1964                | ЧЄ                           | Москва              | чемпіон             | 562,5               | 190 + 165 + 207,5     | 130,7               |
| 1964                | ОІ, ЧС                       | Токіо               | 2-ге місце          | 570                 | 197,5 + 162,5 + 210   | 136,4               |
| Чемпіонат СРСР      |                              |                     |                     |                     |                       |                     |
| 1958                |                              | Сталіно             | 3-тє місце          | 470                 | 155 + 135 + 180       | 112,4               |
| 1959                | II Спартакіада народів СРСР  | Москва              | чемпіон             | 495                 | 160 + 150 + 185       | 115,2               |
| 1960                |                              | Ленінград           | чемпіон             | 510                 | 170 + 150 + 190       | 119,1               |
| 1961                |                              | Дніпропетровськ     | чемпіон             | 550                 | 180 + 160 + 210       | 126,8               |
| 1962                |                              | Тбілісі             | чемпіон             | 522,5               | 187,5 + 150 + 185     | 126,3               |
| 1963                | III Спартакіада народів СРСР | Ленінград           | чемпіон             | 542,5               | 185 + 152 + 205       | 132,0               |

### Рекорди світу
До 1962 року діяли правила: при встановленні на одному змаганні в одній вправі декількох світових рекордів як офіційний рекорд зараховувався тільки найкращий результат.
| Триборство | Триборство        | Рік  | Дата       | Місце проведення |                  |
| ---------- | ----------------- | ---- | ---------- | ---------------- | ---------------- |
| 537,5 кг   | 180 + 155 + 202,5 | 1960 | 10 вересня | Рим              | Олімпійські ігри |
| 550 кг     | 180 + 160 + 210   | 1961 | 22 грудня  | Дніпропетровськ  | Чемпіонат СРСР   |
| 552,5 кг   | 187,5 + 160 + 205 | 1963 | 13 вересня | Стокгольм        | Чемпіонат світу  |
| 557,5 кг   | 187,5 + 160 + 210 | 1963 |            |                  |                  |
| 562,5 кг   | 190 + 165 + 207,5 | 1964 | 28 червень | Москва           | Чемпіонат Європи |
| 570 кг     | 195 + 170 + 205   | 1964 | 3 вересня  | Подольськ        |                  |
| 575 кг     | 195 + 170 + 210   | 1964 |            |                  |                  |
| 580 кг     | 195 + 170 + 215   | 1964 |            |                  |                  |